# Ahn Byung-keon
Ahn Byung-keon (sinh ngày 8 tháng 12 năm 1988) là một cầu thủ bóng đá chuyên nghiệp người Hàn Quốc thi đấu ở vị trí trung vệ cho câu lạc bộ Thép Đài Loan.
Ahn từng có thời gian thi đấu tại Việt Nam cho câu lạc bộ Sài Gòn và Bình Định.

## Sự nghiệp
Ahn Byung-keon là tài năng được phát hiện bởi trường đại học Halla tọa lạc tại Wonju, Hàn Quốc.
Năm 2011, anh được ký hợp đồng chuyên nghiệp với câu lạc bộ Daejeon KoRail.
Trước khi mùa giải 2020 khởi tranh, Ahn Byung-keon chính thức ký hợp đồng với câu lạc bộ Sài Gòn. Tại V.League 2020, anh thi đấu tổng cộng 20 trận giúp đội bóng cán đích thứ 3 với chỉ 19 bàn thua.
Sau khi mùa 2020 khép lại, anh chuyển sang Topenland Bình Định với bản hợp đồng có thời hạn một năm. Anh đá chính 12/12 trận tại V.League 2021 trước khi giải đấu bị huỷ do đại dịch COVID-19.
Trước thềm mùa giải 2022, anh trở lại khoác áo Sài Gòn.